# سنط لزج الأوراق
سَنْط لَزِج الأوراق (الاسم العلمي: Acacia ixiophylla)، شجيرة من السنط المنتمية إلى فصيلة البقولية. تستوطن الأجزاء الساحلية من شرق أستراليا.